# Список умерших в 757 году

## Январь
- 29 января — Ань Лушань, китайский военачальник (цзедуши), в 755 году возглавивший восстание с целью свержения династии Тан.

## Апрель
- 26 апреля — Стефан II (III), Папа Римский (752—757).

## Дата смерти неизвестна или требует уточнения
- Альфонсо I Католик, король Астурии (739—757).
- Ибн аль-Мукаффа, арабско-персидский писатель.
- Сигеберт, король Уэссекса (756—757).
- Этельбальд, король Мерсии (716—757) и король Сассекса (750—757).